# Pitons
Pitons - dwa wzniesienia pochodzenia wulkanicznego (Gros Piton i Petit Piton) w południowo-zachodniej części wyspy Saint Lucia na Karaibach, w 2004 roku wpisane na listę światowego dziedzictwa UNESCO. Gros Piton ma wysokość 771 m n.p.m., a Petit Piton 743 m n.p.m. Wzniesienia połączone są grzbietem Piton Mitan. 
Wzniesienia leżą w obszarze rezerwatu przyrody Pitons Management Area o powierzchni ok. 30 km². Dominuje tu roślinność tropikalna i subtropikalna.